# Mario Willomeit
Mario Willomeit (ur. 26 października 1964) – wschodnioniemiecki, a potem niemiecki zapaśnik walczący w stylu wolnym.
Zajął piąte miejsce na mistrzostwach świata w 1986.
Brązowy medalista mistrzostw Europy w 1987; czwarty w 1986. Trzeci na ME młodzieży w 1984 roku.
Mistrz NRD w 1983, 1987 i 1988; trzeci w 1983 roku w stylu klasycznym.